# انقضاء الكفالة
انقضاء الكفالة
الكفالة من الناحية القانونية تعني: عقد يلتزم به الكفيل لصالح الدائن المكفول له، فلا يعطي المصرف قرضاً إلا بعد تقديم الكفالة له.
وتنقضي الكفالة بالأوجه التالية:
وهذه الأوجه تنقسم إلى قسمين اما بالأوجه العامة حيث ان عقد الكفالة ينقضي بصورة تبعية أو أوجه خاصة كأن ينقضي عقد الكفالة بصورة أصلية.

## الأوجه العامة لانقضاء الكفالة
```
اولا: انقضاء عقد الكفالة بصورة تبعية:
```

تتميز الكفالة بأنها تابعة للالتزام الأصلي لذلك فان ما ينقضي به هذا الأخير ينقضي به التزام الكفيل عن طريق التبعية وأهم اسباب انقضاء الالتزام بصورة تبعية هي:
- الوفاء: وهو سبب لانقضاء التزام الكفيل حيث تبرأ ذمة هذا الأخير إذا قام المدين الأصلي بالوفاء بدينه تجاه الدائن، ويكفي لانقضاء الالتزام المكفول ان يقوم الدائن بحجز اموال المدين وبيعها، ولا يشترط في الوفاء ان يقوم به المدين الأصلي، بل قد يقوم به الكفيل، فهذا الوفاء سواء قام به المدين الأصلي أو الكفيل فانه يؤدي إلى براءة ذمة المدين الأصلي من التزامه فتبرا تبعا لذلك ذمة الكفيل في مواجهة الدائن.

```
ويجب توفر بعض الشروط حتى تنقضي التزامات الكفيل عند القيام بالوفاء واهمها:
```

• ان يكون الوفاء كاملا وصحيحا.
• ان يتم من طرف المدين أو من طرف الكفيل، اما إذا قام (الغير) بالوفاء فان هذا الاخير سيحل محل الدائن فلا تنقضي التزامات الكفيل.
• ضرورة تحديد الدين الذي تم الوفاء به (في حالة تعدد ديون المدين تجاه نفس الدائن الذي تم الوفاء لصالحه).
- الوفاء بمقابل:[3] ان انقضاء الالتزام الأصلي بطريق الوفاء بمقابل يؤدي إلى انتهاء الكفالة، ففي هذه الصورة يقبل الدائن شيئاً اخر غير الشيء المستحق والمتفق عليه عند إنشاء الالتزام.
- الإنابة: انقضاء الكفالة تبعا لانقضاء الالتزام الأصلي بالإنابة: الإنابة المقدمة من الكفيل أو من المدين إذا ما قبلها الدائن والغير المناب يترتب على ذلك انقضاء الالتزام الأصلي، وبصورة تبعية انقضاء التزام الكفيل، والإنابة هنا هي الإنابة الكاملة التي تؤدي إلى براءة ذمة المدين الأصلي بحيث تصبح الرابطة القانونية قائمة بين الدائن (المناب لديه) وبين المدين الجديد (المناب) مما يعني براءة ذمة الكفيل الذي انقضى التزامه تبعا لانقضاء التزام المدين الأصلي (حلول مدين جديد محل المدين السابق فالكفيل لا يضمن الا المدين الأول).
- الإيداع: انقضاء الكفالة تبعاً لانقضاء الالتزام الاصلي بايداع الشيء المستحق: انه ينقضي الالتزام بإيداع الشيء المستحق إذا اجري على وجه صحيح، فإذا لم يقبل الدائن الوفاء وكان محل الالتزام مبلغاً من النقود، وجب على المدين ان يقوم بعرضه على الدائن عرضاً حقيقيًا، فاذا رفض الدائن قبضه، كان له ان يبريء ذمته بإيداعه في المكان الذي تعينه المحكمة.
- التجديد: انقضاء الكفالة تبعا لانقضاء الالتزام الاصلي بالتجديد: ان تجديد الالتزام يكون له محل إذا كان هناك تغيير في أحد العناصر الجوهرية لهذا الأخير، بحيث يحل محل الالتزام القديم التزام جديد، والتجديد يؤدي إلى انقضاء الالتزام في الحالات التالية:

• حالة تغيير محل الالتزام.
• حالة تغيير الدائن.
• حالة تغيير المدين.
فتنتهي الكفالة اذن تبعا لانقضاء الالتزام القديم على اعتبار ان الدين الجديد يحل محل الدين القديم المكفول دون ان تنتقل اليه الضمانات الخاصة بالدين القديم الا إذا نص الاتفاق بشكل صريح على هذا الانتقال على ان التجديد الحاصل مع المدين الأصلي يبريء ذمة الكفلاء ما لم يرتضوا ضمان الالتزام الجديد غير انه إذا اشترط الدائن تقدم الكفلاء لضمان الالتزام ثم امتنعوا فان الالتزام القديم لا ينقضي.
- المقاصة: انقضاء الكفالة تبعا لانقضاء الالتزام الاصلي بالمقاصة: ينقضي الالتزام الأصلي للمدين بالمقاصة ويترتب عليها بالتالي انتهاء عقد الكفالة، على ان للكفيل التمسك بالمقاصة بما هو مستحق على الدائن للمدين الأصلي، كما ان له ان يتمسك بالمقاصة بما هو مستحق له شخصيا على الدائن.
- الإبراء: انقضاء الكفالة تبعا لانقضاء الالتزام الاصلي بالإبراء: الإبراء هو أيضا سبب لانقضاء الالتزام الاصلي للمدين فينقضي تبعا له التزام الكفيل، والإبراء من الدين الحاصل للمدين يبريء ذمة الكفيل، ولكن الإبراء الحاصل للكفيل لا يبريء ذمة المدين، والإبراء الحاصل لأحد الكفلاء بدون موافقة الاخرين يبريء هؤلاء في حدود حصة الكفيل الذي حصل الإبراء لصالحه.
- اتحاد الذمة: انقضاء الكفالة تبعا لانقضاء الالتزام الاصلي باتحاد الذمة: إذا توفرت صفة الدائن والمدين في نفس الشخص يؤدي ذلك إلى انقضاء التزام الكفيل إذا اتحدت ذمة المدين الاصلي مع ذمة الدائن، كان يكون المدين وارثاً للدائن، وتجب الإشارة إلى انه إذا كان الدائن قد ترك ورثة آخرين غير المدين فان ذمة الكفيل تبرأ عندئذ في حدود حصة هذا الأخير من الدين فقط وليس من كل الدين.
- التقادم المسقط: انقضاء الكفالة تبعاً لانقضاء الالتزام الأصلي بالتقادم: إذا تم التقادم لصالح المدين أفاد الكفيل وانتهت الكفالة تبعا لانقضاء الالتزام الاصلي للمدين وفي المقابل، إذا قطع التقادم بالنسبة إلى المدين الاصلي امتد اثر هذا القطع إلى الكفيل.
- استحالة التنفيذ: كما يمكن ان ينقضي التزام المدين الاصلي المكفول باستحالة التنفيذ لسبب قاهر أو لحادث فجائي أو لأي سبب أجنبي اخر لا يد للمدين الاصلي فيه، فاذا انقضى هذا الالتزام المكفول انقضى تبعا له التزام الكفيل فتنتهي الكفالة تبعا لهذا الانقضاء، غير انه إذا كانت الاستحالة نتيجة (خطا المدين) فان محل الالتزام يتحول إلى (تعويض)، فيبقى المدين ملزما به، كذلك يبقى الكفيل ملتزما بكفالة هذا التعويض. و (هلاك الشيء بفعل الكفيل) يترتب عليه براءة ذمة المدين الاصلي (باعتبار فعل الكفيل سببا أجنبيا للمدين) فتبرأ تبعاً لذلك ذمة الكفيل، الا ان هذا الأخير (الكفيل) يتحول ليصبح مدينا اصلياً في مواجهة الدائن.
- فسخ العقد: وقد يزول الدين المكفول بفسخ العقد الذي أنشاه فيصبح الدين كأن لم يكن وكذلك تصبح الكفالة كأن لم تكن،
- إبطال الالتزام: وما يقال عن الفسخ يقال عن ابطال الالتزام المكفول.

اذن تنقضي الكفالة بطريقة التبعية بمعنى أنها تنقضي بانقضاء الالتزام الأصلي مهما كان نوع الانقضاء سواء كان: بوفاء المدين لما عليه من دين، إبراء ذمة المدين، اتحاد ذمة المدين مع الدائن كأن يكون المدين وريثاً للدائن فيرثه مما يترتب عليه اتحاد الذمتين وسقوط الكفالة.

## أوجه خاصة للانقضاء تتعلق بالكفالة دون غيرها
```
ثانيا: انقضاء الكفالة بصورة اصلية:
```

وتنقضي الكفالة بالطريقة الأصلية ونعني بها انقضاء الكفالة دون الدين الأصلي سواء بوفاء الكفيل لقيمة الدين أو إبراء الدائن للكفيل أو اتحاد الذمة كأن يكون الكفيل وريثا للدائن فبموته تتحد ذمة الدائن والكفيل ويصبح دائنا لنفسه فتسقط الكفالة دون سقوط الحق الأصلي.
بالإضافة إلى انقضاء الكفالة بصورة تبعية فإنها تنقضي كذلك بكافة الأسباب التي تؤدي إلى انقضاء الالتزامات بشكل عام بصورة أصلية وباستقلال عن الالتزام الاصلي المكفول، بحيث قد ينقضي التزام الكفيل ويبقى الالتزام الاصلي للمدين قائما، فالالتزام الناشئ عن الكفالة ينقضي بنفس الأسباب التي تنقضي بها الالتزامات الأخرى ولو لم ينقضي الالتزام الاصلي، على ان الكفالة لا تنقضي بموت الكفيل وينتقل التزام هذا الأخير إلى ورثته.
اذن الكفالة تنقضي بنفس اسباب انقضاء الالتزامات الأصلية بطريق التبعية.
- وفاء الكفيل لقيمة الدين: إذا قام الكفيل بتسديد قيمة الدين، فهذا الوفاء يبريء ذمة المدين الأصلي امام الدائن وكذلك الكفيل، ويؤدي إلى انقضاء الكفالة.
- فالإبراء الحاصل للكفيل لا يبريء ذمة المدين فهو يبرئ ذمة الكفيل من التزامه ويؤدي إلى انقضاء الكفالة دون انقضاء التزام المدين الاصلي الذي يظل قائما بين الدائن والمدين.
- اتحاد الذمة الحاصل بين الدائن والكفيل يؤدي إلى انقضاء التزام الكفيل دون ان يبريء ذمة المدين الاصلي.[4]
- براءة ذمة الكفيل بقدر ما أضاعه الدائن بخطئه من ضمانات، وذلك دون أن ينقضي الدين الأصلي. كأن يتنازل الدائن عن رهن اعتمد عليه الكفيل كضمان للتمسك بحقه في تجريد المدين أو ضمان التنفيذ على ما المال المرهون إن هو نفذ التزامه في عقد الكفالة.
- براءة ذمة الكفيل إذا تأخر الدائن في اتخاذ الإجراءات النظامية ضد المدين. حيث يعمد الكفيل إلى إنذار الدائن بحلول أجل الدين مطالباً إياه بضرورة مطالبة المدين، فإن تأخر الدائن في اتخاذ الإجراءات ضد المدين من شأنه أن يبريء ذمة الكفيل، على أن ذمة الكفيل لا تبرأ إذا منح الدائن أجلاً جديداً للوفاء بالدين.
- عدم تقديم الدائن في تفليسة المدين من شأنه أن ببريء ذمة الكفيل بقدر ما أصابه من ضرر وبقدر ما كان للدائن أن يحصل عليه من مال لو أنه تقدم في تفليسة المدين ولو أفلس المدين قبل حلول أجل الدين.